# مرزهای عشق
مرزهای عشق (چکی: Hranice lásky) یک فیلم درام اِروتیک چکی-لهستانی است که در سال ۲۰۲۲ منتشر شد و برای نخستین بار در جشنواره بین‌المللی فیلم کارلووی واری به‌نمایش درآمد. از بازیگران آن می‌توان به هانا واگنرووا، هینک چارماک، الیشکا کژنکووا و لنکا کروبوتووا اشاره کرد.